# Pluie noire (roman)
 (avril 2021).
Si vous disposez d'ouvrages ou d'articles de référence ou si vous connaissez des sites web de qualité traitant du thème abordé ici, merci de compléter l'article en donnant les références utiles à sa vérifiabilité et en les liant à la section « Notes et références ».
Pour les articles homonymes, voir Pluie noire (homonymie).
Pluie noire (黒い雨, Kuroi Ame) est un roman japonais de Masuji Ibuse. Ibuse commence à publier Pluie noire sous forme de feuilleton dans le magazine Shincho en janvier 1965. Le roman est basé sur des documents historiques de la dévastation causée par le bombardement atomique de Hiroshima.

## Résumé
Le livre alterne entre les entrées du journal de Shizuma Shigematsu et d'autres personnages du 6 au 15 août 1945 à Hiroshima, et le présent, quelques années plus tard, quand lui et son épouse Shigeko devenus les gardiens de leur nièce, Yasuko, sont donc obligés de lui trouver un mari convenable. Au début du roman, trois tentatives antérieures pour organiser une rencontre ont déjà échoué en raison des problèmes de santé de la nièce qui a été exposée aux retombées (« pluie noire ») de la bombe atomique. La maladie des radiations est l'une des principales causes de préoccupation tout au long de l'histoire. Shigematsu cherche à recopier son propre journal, celui de sa nièce, et celui d'autres personnages, pour prouver que Yasuko n'a pas été contaminée. Mais, à la fin, Yasuko tombe sévèrement malade: il s'avère qu'elle a en effet été affectée par la « pluie noire ».

## Adaptation

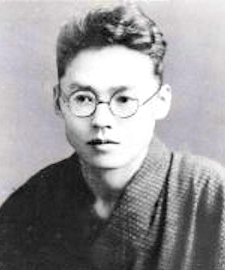
Masuji Ibuse (1889-1973).

Shohei Imamura a réalisé une adaptation du roman en 1989.

## Source de la traduction
- (en) Cet article est partiellement ou en totalité issu de l’article de Wikipédia en anglais intitulé « Black Rain (novel) » (voir la liste des auteurs).